# بيولوجيكال إي ليمتد
بيولوجيكال إي. ليمتد (بالإنجليزية: Biological E. Limited)‏ وتُعرف أيضًا باسمها المختصر بيو إي (بالإنجليزية: BioE)‏؛ شركة هندية لصناعة الأدوية البيولوجية، مملوكة للقطاع الخاص ويقع مقرها في مدينة حيدر آباد عاصمة ولاية تيلانغانا في الجنوب الأوسط الهندي. تخص الشركة بصناعة لقاحات منخفضة التكلفة.

## عنها
تأسست في عام 1953 تحت اسم «بيولوجيكال برودكتس برايفت ليمتد» (بالإنجليزية: Biological Products Private Limited)‏، وكانت تعد من بين شركات القطاع الخاص الأولى في الهند لتصنيع المنتجات البيولوجية، وعرفت على وجه الخصوص بريادتها في إنتاج الهيبارين على مستوى البلاد.

## لقاح كورونا
تعمل منذ عام 2021 مع كلية بايلور للطب وشركة «دينافاكس تكنولوجيز كورب» (بالإنجليزية: Dynavax Technologies Corp)‏ ضمن اتفاقية شراكة، على تطوير وإنتاج لقاح أطلق عليه اسم بيو إي كوفيد-19 لمكافحة مرض كورونا، إذ تطمح أن تنتج منه مليار جرعة سنويًّا، كذلك وقعت اتفاقية شراكة مع شركة جونسون آند جونسون لتصنيع 600 مليون جرعة سنويًّا من لقاح جونسون آند جونسون كوفيد-19.